# Copelatus nigricans
Copelatus nigricans är en skalbaggsart som beskrevs av Sharp 1882. Copelatus nigricans ingår i släktet Copelatus och familjen dykare. Inga underarter finns listade i Catalogue of Life.